# Nadine Palmer
Nadine Palmer (* 19. Februar 1983 im Manchester Parish) ist eine ehemalige jamaikanische Leichtathletin, die sich auf den Sprint spezialisiert hat. Ihre größten Erfolge feierte sie mit der Gewinn der Goldmedaille in der 4-mal-100-Meter-Staffel bei den Panamerikanischen Spielen 2007 sowie den NACAC-Meisterschaften im selben Jahr in San Salvador.

## Sportliche Laufbahn
Erste internationale Erfahrungen sammelte Nadine Palmer vermutlich im Jahr 1998, als sie bei den Zentralamerika- und Karibikjuniorenmeisterschaften in George Town in 45,35 s die Goldmedaille mit der jamaikanischen 4-mal-100-Meter-Staffel in der U17-Altersklasse gewann. Bei den CARIFTA Games 1999 in Fort-de-France gewann sie in 12,33 s die Bronzemedaille im 100-Meter-Lauf in der U17-Altersklasse und siegte mit der Staffel. Anschließend belegte sie bei den erstmals ausgetragenen Jugendweltmeisterschaften in Bydgoszcz in 24,08 s den vierten Platz im 200-Meter-Lauf und siegte in 44,30 s im Staffelbewerb. Im Jahr darauf siegte sie in 11,37 s über 100 Meter bei den CARIFTA Games in St. George’s in der U20-Altersklasse und sicherte sich über 200 Meter in 23,44 s die Silbermedaille. Anschließend gewann sie bei den Zentralamerika- und Karibikjuniorenmeisterschaften in San Juan in 11,37 s die Silbermedaille über 100 Meter und siegte in 44,26 s mit der Staffel. Im Oktober gelangte sie bei den Juniorenweltmeisterschaften in Santiago de Chile mit 11,59 s auf den fünften Platz über 100 Meter und gewann in 44,05 s die Silbermedaille im Staffelbewerb. 2001 siegte sie mit der Staffel in 43,83 s bei den Zentralamerika- und Karibikmeisterschaften (CAC) in Guatemala-Stadt. Bei den CARIFTA Games 2002 in Nassau schied sie mit 11,76 s im Vorlauf über 100 Meter aus und siegte in 44,30 s in der 4-mal-100-Meter-Staffel. Im Juli verhalf sie der Staffel bei den Juniorenweltmeisterschaften in Kingston zum Finaleinzug und trug damit zum Gewinn der Goldmedaille bei.
2004 siegte sie in 11,39 s bei den U23-NACAC-Meisterschaften in Sherbrooke über 100 Meter und siegte in 43,62 s in der 4-mal-100-Meter-Staffel. 2007 belegte sie bei den erstmals ausgetragenen NACAC-Meisterschaften in San Salvador in 23,22 s den vierten Platz über 200 Meter und siegte in 43,73 s gemeinsam mit Rosemarie Whyte, Anneisha McLaughlin und Peta-Gaye Dowdie im Staffelbewerb. Kurz darauf verhalf sie der Staffel bei den Panamerikanischen Spielen in Rio de Janeiro zum Finaleinzug und trug damit zum Gewinn der Goldmedaille bei. 2013 siegte sie mit der Staffel in 43,58 s bei den CAC-Meisterschaften in Morelia und im Jahr darauf beendete sie ihre aktive sportliche Karriere im Alter von 31 Jahren.

## Persönliche Bestzeiten
- 100 Meter: 11,32 s (+1,8 m/s), 30. Mai 2013 in New York City
  - 60 Meter (Halle): 7,40 s, 22. Januar 2005 in Clemson
- 200 Meter: 23,07 s (+1,6 m/s), 2. Juni 200 in New York City
  - 200 Meter (Halle): 23,23 s, 9. März 2007 in Fayetteville